# Simplocaria basistriata
Simplocaria basistriata is een keversoort uit de familie pilkevers (Byrrhidae). De wetenschappelijke naam van de soort is voor het eerst geldig gepubliceerd in 1964 door Kamimura, Nakane & Koyama.